# Eleocharis columbiensis
Eleocharis columbiensis är en halvgräsart som beskrevs av L.E.Moro. Eleocharis columbiensis ingår i släktet småsäv, och familjen halvgräs. Inga underarter finns listade i Catalogue of Life.